# Lupinus lyallii
Espèce
Lupinus lyallii, le Lupin de Lyall, est une espèce de plantes à fleurs de la famille des Fabaceae. Certains auteurs nomment cette espèce Lupinus lepidus.